# Otto Wächter
Otto Gustav von Wächter (8 de julho de 1901 — 14 de julho de 1949) foi um advogado austríaco, político nazista e alto membro da Schutzstaffel (SS), uma organização paramilitar subordinada ao Partido Nazista.
Durante a ocupação da Polônia, na Segunda Guerra Mundial, ele foi governador do distrito da Cracóvia sob o Governo Geral e depois do distrito da Galícia (atualmente parte do oeste da Ucrânia). Mais tarde, em 1944, Wächter foi apontado como o chefe da administração militar alemã na Republica de Salò, na Itália. Nos dois meses finais da guerra, foi o responsável pelo comando das forças não-alemãs da Reichssicherheitshauptamt (RSHA) em Berlim.
Em 1940, cerca de 68 000 judeus foram expulsos da Cracóvia e os 15 mil sobreviventes foram, em 1941, realocados em um gueto, seguindo ordens de Otto Wächter. No fim da guerra, estava na região de Salzburgo, na Áustria. Conseguiu então evadir a captura por quatro anos. Em 28 de setembro de 1946, o novo governo polonês requisitou aos Estados Unidos que Wächter fosse levado para a Polônia para enfrentar julgamento por assassinatos em massa e outros crimes contra a humanidade. Segundo documentos, mais de 100 000 pessoas morreram no período em que Otto Wächter esteve no comando do Distrito da Cracóvia.
Em 1949, Wächter recebeu refúgio nas mãos do bispo austríaco pró-nazista Alois Hudal no Vaticano até julho do mesmo ano quando faleceu, aos 48 anos, de uma doença no rim.
Embora seja amplamente considerado como uma figura importante do Holocausto e um líder proeminente nas ações nazistas para liquidação da presença judaica na Europa, o filho de Wächter, Horst, afirma que seu pai era um “nazista bom”. Horst apareceu num programa americano da PBS chamado Independent Lens, num episódio intitulado "My Nazi Legacy: What Our Fathers Did", onde ele foi entrevistado e defendeu o legado do pai, tentando inocenta-lo das acusações de crimes contra humanidade. Horst afirma que seu pai “era contra a idelogia racial nazista” e afirmou que ele não era antissemita. Horst acredita que seu pai “era uma engrenagem involuntária da máquina de matar nazista” e foi “condenado por assassinatos que não planejou ou executou.” Essa versão do filho de Otto Wächter é, contudo, altamente contestada. Documentos oficiais nazistas relacionam Otto com diversos crimes cometidos pela Alemanha Nazista durante a guerra, como o estabelecimento e gerenciamento dos guetos e outras atividades relacionadas a implementação da "Solução Final".